# Ntumu (peuple)
Pour les articles homonymes, voir Ntumu.
Les Ntumu sont une population d'Afrique centrale vivant au nord-ouest du Gabon, également de l'autre côté de la frontière au sud du Cameroun et en pays Tikar et à l'est de la Guinée équatoriale. On les retrouve au Cameroun dans la vallée du Ntem, dans les arrondissements de Kyé-Ossi, Ambam, Olamze et Ma'an. Dans la province du Woleu ntem (G9) au Gabon et la province Kye Ntem en Guinée Equatoriale.

## Ethnonymie
Selon les sources, on observe quelques variantes : Ntoumou, Ntoumous, Ntoum, Ntum, Ntumus.

## Langue
Leur langue est le ntumu, un dialecte du groupe Fang.

## Culture

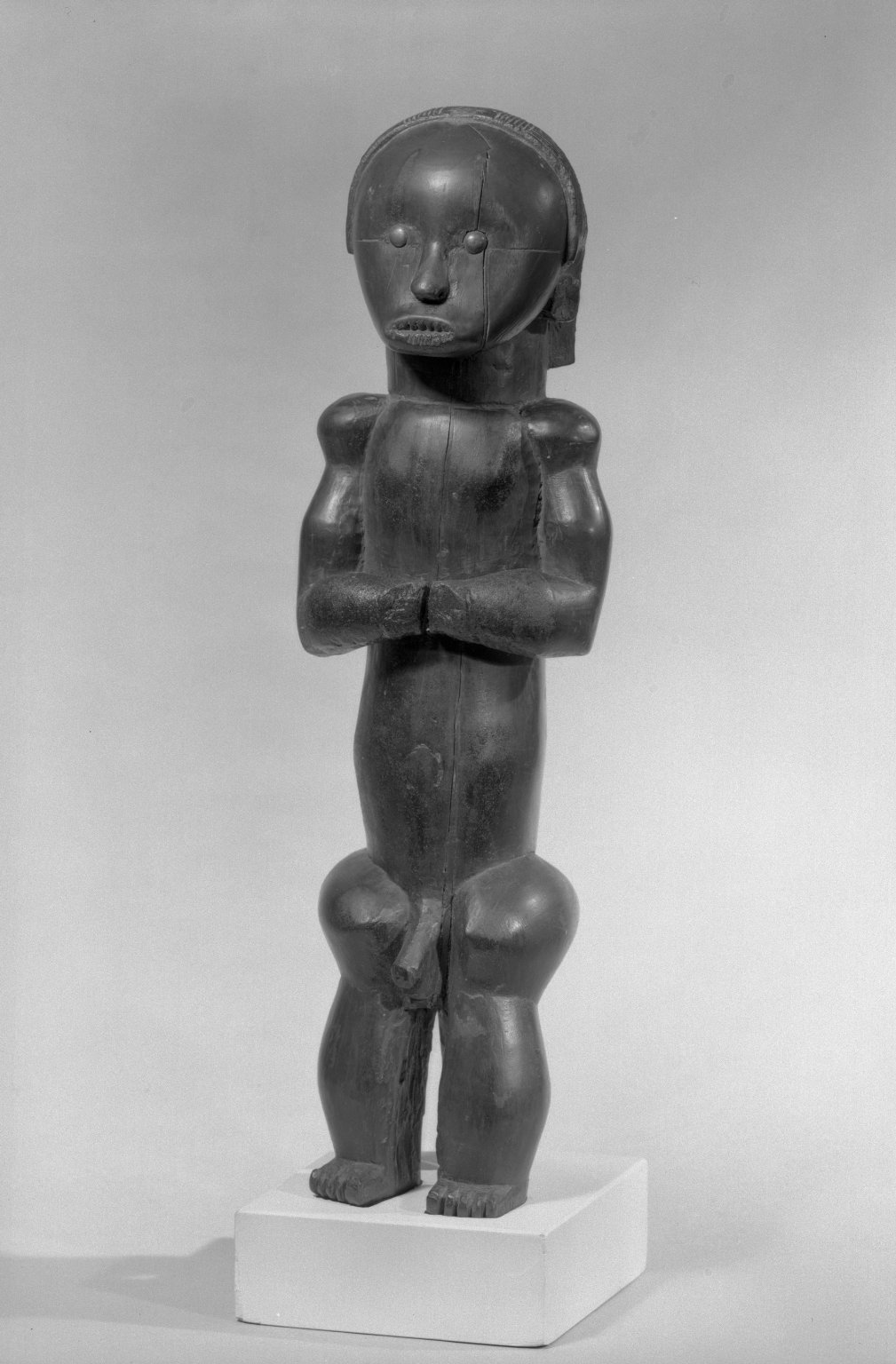
Gardien de reliquaire eyema bieri
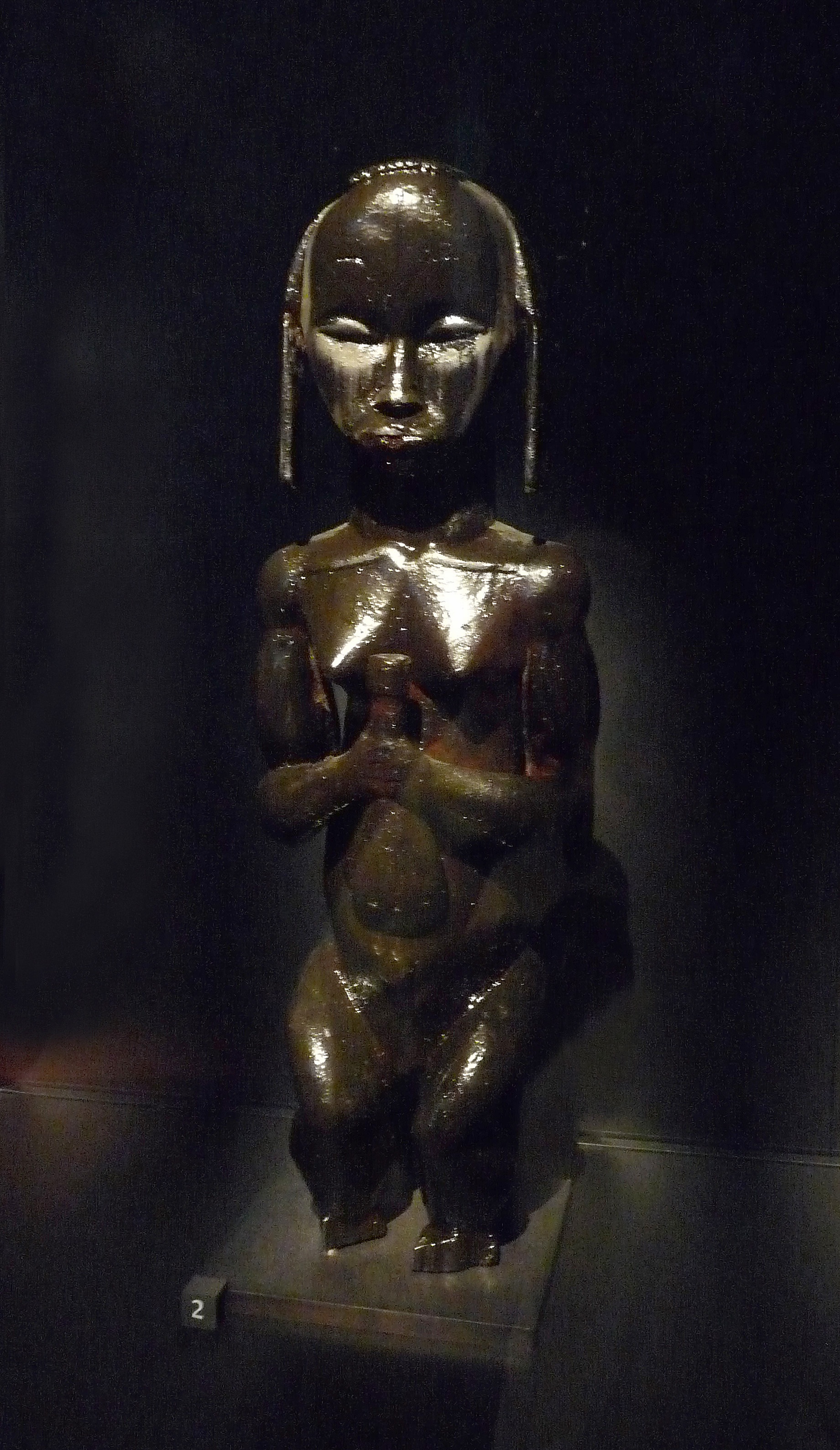
Gardien de reliquaire eyema byeri